# Hiland Hall

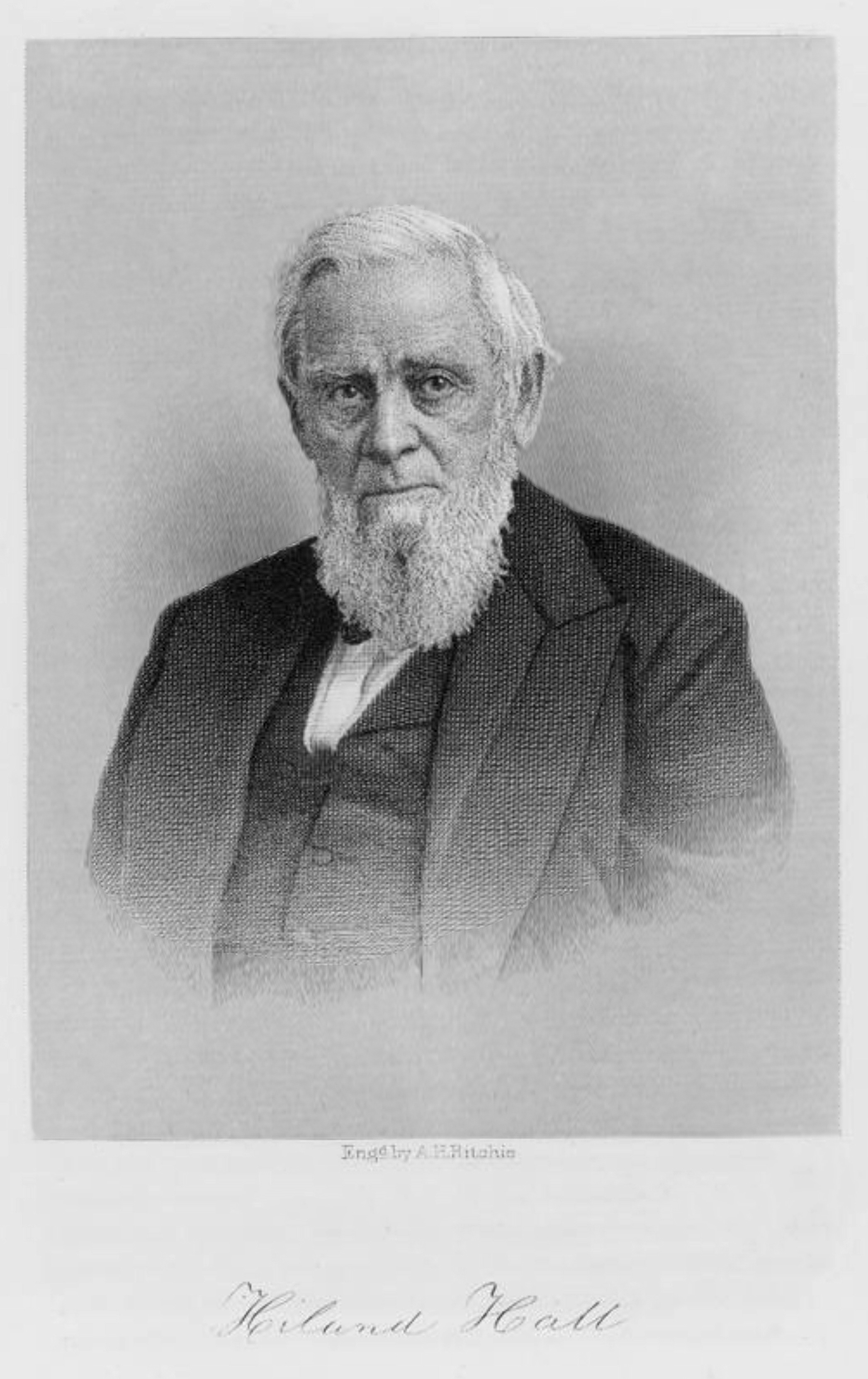
Hiland Hall

Hiland Hall, född 20 juli 1795 i Bennington, Vermont, död 18 december 1885 i Springfield, Massachusetts, var en amerikansk jurist och  politiker. Han var ledamot av USA:s representanthus 1833–1843 och guvernör i delstaten Vermont 1858–1860.
Hall studerade juridik och inledde 1819 sin karriär som advokat i Bennington. Han inledde sin politiska karriär som nationalrepublikan och blev invald i representanthuset i kongressvalet 1832 med omval 1834. Whigpartiet grundades och även Hall bestämde sig för att gå med i det nya partiet. Efter att ha blivit omvald ytterligare tre gånger som whig bestämde han sig för att inte ställa upp i kongressvalet 1842.
Hall var domare i Vermonts högsta domstol 1846–1850. Politisk comeback gjorde han som republikan och tillträdde 10 oktober 1858 som guvernör i Vermont. Hall efterträddes 1860 av Erastus Fairbanks.
Hall avled 1885 i Massachusetts och gravsattes på Old Bennington Cemetery i Bennington, Vermont.